# Гімназичний проспект

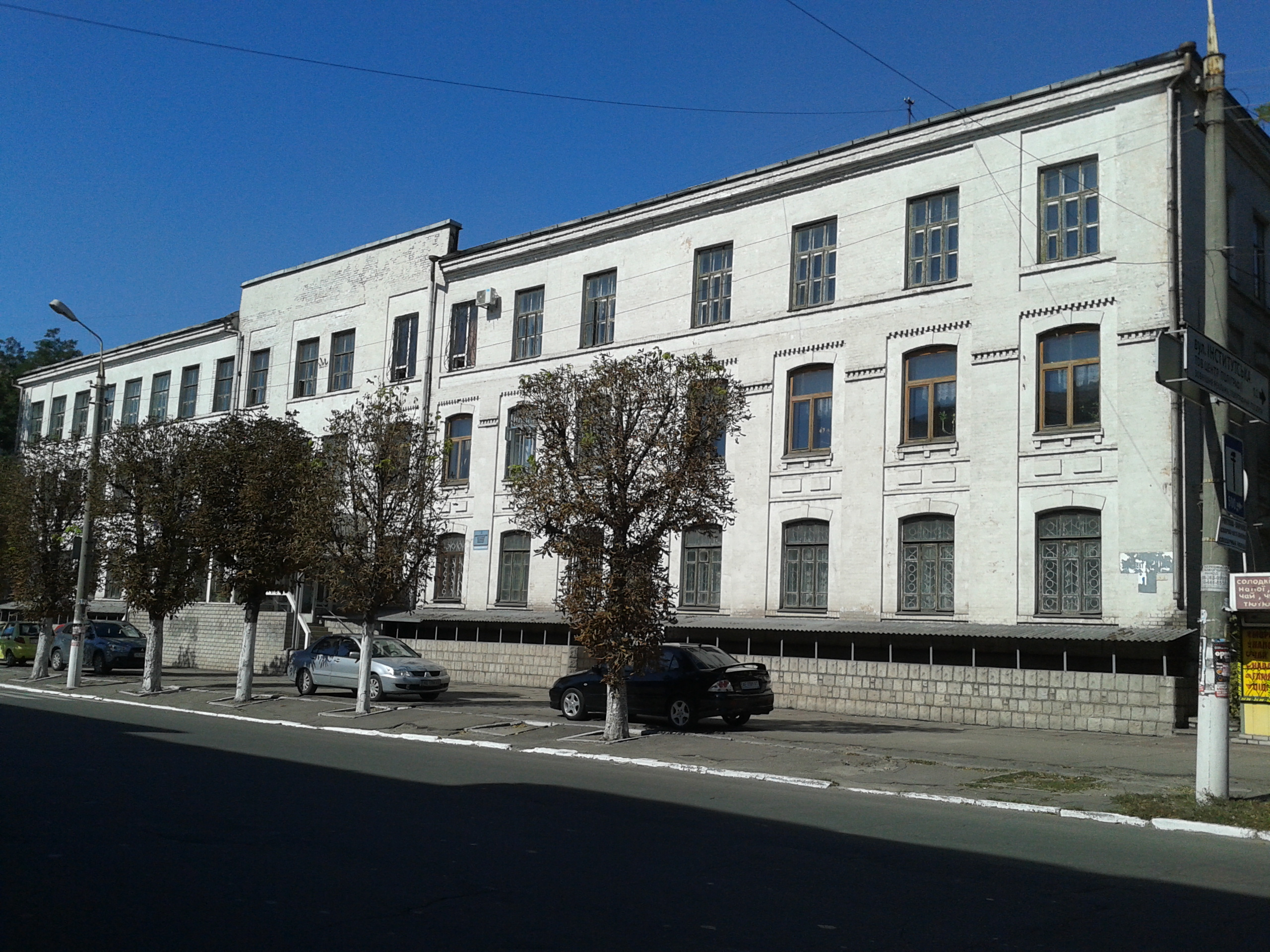
№ 16 — колишній Дитячий притулок православного товариства; згодом робітнича школа у якій навчався Леонід Брежнєв; тепер — Корпус № 1 ДДТУ імені Арсенічева

Гімназичний проспект — центральна вулиця старого Кам'янського, розташована у Заводському районі міста. Гімназичний проспект розділяє кам'янські місцевості: Верхню Колонію на півночі й Нові Плани на півдні від проспекту.
Гімназичний проспект бере початок від Дніпровського металургійного комбінату, площі 250-річчя міста, Соборної вулиці й проспекту Свободи, простує на захід у сторону Романкового рівнинно до нового мостового переходу й проспекту Аношкіна, після чого переходить у Макіївську вулицю. Довжина — 1800 метрів.
На проспекті комплекс навчальних закладів: 3 загальноосвітні школи, професійно-технічне училище, 2 корпуси технічного університету.

## Історія
Зі зведенням чоловічої й жіночої гімназій вулиця отримала назву Гімназійної. Площа, на сході від якої починалася Гімназійна вулиця називалася Базарною.
Більшовицька комуністична радянська влада перейменувала Гімназійну вулицю на проспект Пеліна на честь більшовицького ватажка Григорія Петровича Пеліна (1881—1919), над яким було звершено народний суд й розстріляно.
19 лютого 2016 року проспекту Пеліна була повернута історична назва й перейменовано на Гімназичний проспект.

## Будівлі
- пам'ятник Прометею
- (площа 250-річчя міста, 2) — Академічний музично-драматичний театр імені Лесі Українки
- пам'ятник Тарасові Шевченку;
- № 3 — згорілий палац-садиба;
- № 7 — поштове відділення 51925;
- № 10 — Кам'янське вище професійне училище;
- № 13 — руїни колишньої садиби начальника російсько-імперської поліції Кам'янського; за більшовиків — міський відділ НКВС-МДБ-КДБ, з якого відправляли на розстріл кам'янців на територію сучасного Баглійського коксохімічного заводу; за німецько-радянської війни — гестапо Дніпродзержинська;[4]
- № 16 — корпус № 1 Дніпровського державного технічного університету;
- № 22 — станція швидкої медичної допомоги;
- № 29 — корпус № 2 Дніпровського державного технічного університету;
- № 31 — Управління з питань надзвичайних ситуацій та громадянського захисту населення Кам'янської міської ради;
- № 37 — торгівельний комплекс «Центр»;
- № 40 — рідний дім Л. І. Брежнєва;
- № 47 — Заводський районний РАЦС;
- № 51 — хлібзавод № 1
- № 63 — середня школа № 6;

## Перехресні вулиці
- площа 250-річчя міста
- проспект Свободи
- Соборна вулиця
- вулиця Гагаріна
- Пушкінська вулиця
- Інститутська вулиця
- Костельна вулиця
- вулиця Роберта Лисовського
- Обухівська вулиця
- Біломорська вулиця
- Москворіцька вулиця
- Херсонська вулиця
- Зелена вулиця
- Спортивна вулиця
- Вокзальна вулиця
- вулиця Йосипа Манаєнкова
- проспект Аношкіна
- Макіївська вулиця